# Ahn So-hee
Ahn So-hee (hangul: 안소희; MR: An So-hŭi; 27 de junho de 1992), mais frequentemente creditada apenas como Sohee (hangul: 소희), é uma cantora e atriz sul-coreana. É popularmente conhecida por ter sido integrante do grupo feminino Wonder Girls.

## Discografia

### Colaborações
| Ano  | Artista         | Canção        |
| ---- | --------------- | ------------- |
| 2008 | Vários artistas | "Cry With Us" |
| 2008 | Vários artistas | "I Love Asia" |
| 2011 | 2PM             | "Hands-Up"    |

## Filmografia

### Cinema
| Ano  | Título             | Papel                 | Diretor                                |
| ---- | ------------------ | --------------------- | -------------------------------------- |
| 2008 | I Like It Hot      | Kang Ae               | Kwon Chil In                           |
| 2008 | Here He Comes      | Participação especial | Kim Joon-hyeon, Kwon Seok, Lee Ji-seon |
| 2010 | The Last Godfather | Participação especial | Shim Hyung-rae                         |
| 2012 | The Wonder Girls   | Ela mesma             | Ethan Lader                            |
| 2016 | Train to Busan     | Jin Hee               | Yeon Sang-ho                           |

### Televisão
| Ano       | Título                | Papel | Rede de TV |
| --------- | --------------------- | --- | ---------- |
| 2007–2008 | MBC Show! Music Core  | Co-apresentadora juntamente com Sunye & T.O.P do Big Bang                                                                                             | MBC        |
| 2008      | That Person Is Coming | Participação especial | MBC        |
| 2010      | SBS Family Outing 2   | Participação em um episódio com Wonder Girls, Kim Wonhee, Yoon Sanghyun, Ji Sang-ryul, Shin Bong-sun, Yoona, Taecyeon, Jo Kwon, Heechul, Jang Dongmin | SBS        |
| 2011      | KBS Music Bank        | Co-apresentadora juntamente com Sunye, Tim, Shindong, Yeeun, Minho & Yubin                                                                            | KBS        |
| 2012      | Running Man           | Convidada juntamente com Siwon, Minho, Hyorin & Sulli                                                                                                 | SBS        |

### Aparições em vídeos musicais
| Ano  | Título da canção           | Artista         | Papel     |
| ---- | -------------------------- | --------------- | --------- |
| 2008 | "Cry With Us"              | Vários artistas | Ela mesma |
| 2008 | "I Love Asia/ Smile Again" | Vários artistas | Ela mesma |
| 2009 | "Without A Heart"          | 8Eight          | Ela mesma |
| 2010 | "Love Sick"                | San E           | Ela mesma |
| 2010 | "This Christmas"           | JYP Nation      | Ela mesma |